# 1985 videójátékai
Ez a lista az 1985-ben megjelent videójátékokat illetve velük kapcsolatos eseményeket tartalmazza.

## Események
- Megjelent a Commodore 128 számítógép, a Commodore 64 továbbfejlesztett változata
- Júniusban forgalomba kerül az Atari ST számítógép
- Ősszel Spanyolországban megjelent a ZX Spectrum 128K, a Sinclair Research Ltd. utolsó Spectrum-modellje

## Megjelent játékok
- Chain Shot! címen megjelenik Kuniaki Moribe játékfejlesztése, melyet majd 1992-ben SameGame címen adnak ki Unix-ra
- MSX konzolra kiadják a Cosmic Soldier (MSX) videójátékot
- Számos platformra kiadják a Nodes of Yesod videójátékot
- Rambo: First Blood Part II megjelenik a Rambo II videójáték-változata
- Megjelenik a Commodore 64-re írt Scarabaeus játék
- Super Mario Bros. címen megjelenik a Nintendo klasszikus játéka